# Pernettya hirta
Pernettya hirta là một loài thực vật có hoa trong họ Thạch nam. Loài này được (Willd.) Sleumer mô tả khoa học đầu tiên năm 1959.